# Lionel Fontagné
Lionel Fontagné, né le 1er juin 1958 à Issy-les-Moulineaux, est un économiste français, membre du Cercle des économistes.
Professeur à l'université Panthéon-Sorbonne et chaire associée à l'PSE - École d'économie de Paris, il a dirigé le Centre d'études prospectives et d'informations internationales (CEPII). Il a été membre du Conseil d'analyse économique auprès du Premier ministre de 2001 à 2010 et de 2012 à 2016.

## Biographie

### Formation
Il est docteur de 3e cycle en 1984, et docteur en économie de l'université Panthéon-Sorbonne (Paris 1) en 1989.
Il obtient l'habilitation à diriger des recherches en 1989 et devient l'année suivante professeur des universités, major de l'agrégation de l'enseignement supérieur en sciences économiques.

### Parcours universitaire
Il réalise la première partie de sa carrière à l'université de Nantes, où il occupe successivement les positions d'Assistant (1983), de Maître-Assistant (1984) puis de Professeur (1990). Il y dirigera de 1988 à 1993 un programme Erasmus pionnier associant dans un diplôme commun Nantes au université du Middlesex et à l'université de Valence.
En octobre 1994, il rejoint l'université Paris 1 Panthéon-Sorbonne et entame sa collaboration avec le Centre d'études prospectives et d'informations internationales (CEPII) dont il devient conseiller scientifique, poste qu'il occupe pendant cinq ans. Il y pilote en 1996 une évaluation ex-post des conséquences du Marché unique sur les échanges, pour le compte de la Commission européenne. Cette évaluation met en évidence la spécialisation croissante des États Membres, au sein des industries, sur des gammes de qualité différente, potentiellement porteuse de problèmes de cohésion.

### Responsabilités
En mars 2000, il est appelé à la direction du CEPII et quitte l'université Paris 1 pour occuper ces fonctions. Un des chantiers importants est le développement d'un pôle d'expertise sur les questions de politique commerciale, pôle contribuant depuis lors à l'analyse économique des accords de libre-échange en compte propre, pour l'administration française ou la Commission européenne. Il réintègre son université d'origine en juin 2006 et participe, pour le compte de celle-ci au développement du projet PSE - École d'économie de Paris. Il conserve au CEPII un rôle de conseiller scientifique sur les questions de politique commerciale.
En 2001, il est nommé au Conseil d'analyse économique (CAE), où il siège jusqu'en 2010. Il est le coauteur de nombreux rapports relatifs à la compétitivité, les délocalisations, les investissements directs à l'étranger. Il rejoint le CAE de 2012 à 2016 et contribue à la réflexion sur le protectionnisme et les politiques climatiques, la compétitivité et le prix de l'énergie, les transformations de l'industrie, les pertes de parts de marché de la France, ou encore les politiques agricoles.
Pendant la mandature 2011-2015 du Conseil national des universités, il est élu tête de liste « Qualité de la recherche » pour la Section 05 (sciences économiques).
En janvier 2014, il prend la Direction du Centre d'économie de la Sorbonne, Unité mixte de recherche du Centre national de la recherche scientifique (CNRS) et de l'Université Paris 1.
Intéressé par les questions de statistique d'entreprises, Lionel Fontagné est président de la commission « Entreprises et stratégies de marché » du Conseil national de l'information statistique.

## Recherche
Lionel Fontagné s'est intéressé initialement aux échanges internationaux intra-branche et aux échanges de biens intermédiaires.

## Prises de positions
Lors de l'élection présidentielle de 2017, il apporte son soutien à Emmanuel Macron,.